# 3728 IRAS
3728 IRAS eller 1983 QF är en asteroid i huvudbältet som upptäcktes den 23 augusti 1983 av rymdteleskopet IRAS. Den är även uppkallad efter IRAS.
Asteroiden har en diameter på ungefär 23 kilometer.